# NGC 881
NGC 881 este o galaxie spirală situată în constelația Balena. A fost descoperită în 10 septembrie 1785 de către William Herschel. Se află la o distanță de 61,94 de megaparseci de Pământ.